# Римске царице
Следи списак римских царица, тј. супруга римских царева. Римљани нису имали титулу за овај положај већ су користили грчке титуле као што су: Августа, цезарица, базилица, аутократориса. Постојали су периоди када је било више царица (година четири цара, година пет царева, година шест царева, тетрархија...). 
Западно римско царство није имало ниједну познату владајућу царицу.

## Римске царице

### Јулијевци-Клаудијевци(27. п. н. е. – 68. н. е.)
| Слика | Име                | Отац                         | Рођење                   | Брак                   | Постала владарка        | Престала да влада           | Смрт                                                                       | Супружник        |
| ----- | ------------------ | ---------------------------- | ------------------------ | ---------------------- | ----------------------- | --------------------------- | -------------------------------------------------------------------------- | ---------------- |
|       | Ливија Друзила     | Марко Ливије Друз Клаудијан  | 30. јануар, 58. п. н. е. | 17. јануар 38 п. н. е. | 16. јануар 27. п. н. е. | 19. август 14. н. е.        | 29. н. е.                                                                  | Октавијан Август |
|       | Ливија Орестила    | ?                            | ?                        | 37. или 38.            | 37. или 38.             |                             | ?                                                                          | Калигула         |
|       | Лолија Паулина     | Марко Лолије                 | ?                        | 38.                    | 38.                     | шест месеци касније         | 49.                                                                        | Калигула         |
|       | Милонија Цезонија  | ?                            | ?                        | 39.                    | 39.                     | 24. јануар, 41.             | неколико сати након мужевљеве смрти                                        | Калигула         |
|       | Валерија Месалина  | Марко Валерије Месала Барбат | 17/20                    | 37. или 38.            | 24. јануар 41.          | 48, због завере против мужа | 48, због завере против мужа                                                | Клаудије         |
|       | Агрипина Млађа     | Германик                     | 6. новембар 15. н. е.    | Нова Година, 49.       | Нова Година, 49.        | 13. октобар 54.             | март 59, вероватно због љубавне афере њеног сина Нерона са Попејом Сабином | Клаудије         |
|       | Клаудија Октавија  | Клаудије                     | 39. или 40.              | 9. јун 53.             | 13. октобар 54.         | 1. јануар 61.               | 9. јун 62.                                                                 | Нерон            |
|       | Попеја Сабина      | Тит Олије                    | 30.                      | 62.                    | 62.                     | 65.                         | 65.                                                                        | Нерон            |
|       | Статилија Месалина | ?                            | 35.                      | 66.                    | 66.                     | 9. јун 68.                  | након 68.                                                                  | Нерон            |
| Слика | Име                | Отац                         | Рођење                   | Брак                   | Постала владарка        | Престала да влада           | Смрт                                                                       | Супружник        |

### Година четири цараиФлавијевци(68–96)
| Слика | Име              | Отац                   | Рођење | Брак | Постала владарка  | Престала да влада | Смрт      | Супружник |
| ----- | ---------------- | ---------------------- | ------ | ---- | ----------------- | ----------------- | --------- | --------- |
|       | Галерија Фундана | Галерије (претор)      | 40.    | 50.  | март 69.          | децембар 69 .     | након 69. | Вителије  |
|       | Домиција Лонгина | Гнеј Домитијус Корбуло | 53.    | 70.  | 14. септембар 81. | 18. септембар 96. | око 130.  | Домицијан |
| Слика | Име              | Отац                   | Рођење | Брак | Постала владарка  | Престала да влада | Смрт      | Супружник |

### Антонинска династија(96–192)
| Слика | Име                 | Отац                 | Рођење                                | Брак         | Постала владарка | Престала да влада | Смрт          | Супружник      |
| ----- | ------------------- | -------------------- | ------------------------------------- | ------------ | ---------------- | ----------------- | ------------- | -------------- |
|       | Помпеја Плотина     | ?                    | ?                                     | ?            | 28. јануар 98 .  | 7. август 117.    | 121/122       | Трајан         |
|       | Вибија Сабина       | Луције Вибијус Сабин | око 80.                               | 100.         | 10. август 117.  | 136. или 137.     | 136. или 137. | Хадријан       |
|       | Фаустина Старија    | Марко Аније Вер      | 21. септембар 100.                    | 110-115      | 11. јул 138 .    | 141.              | 141.          | Антонин Пије   |
|       | Фаустина Млађа      | Антонин Пије         | 16. фебруар између 125. и 130. године | 13. мај 145. | 8. март 161.     | 175.              | 175.          | Марко Аурелије |
|       | Ана Аурелија Луцина | Марко Аурелије       | 7. март 148. или 150.                 | 164.         | 164.             | март 169.         | 182.          | Луције Вер     |
|       | Брутија Криспина    | Гај Брутијус Пресенс | 164.                                  | јул 178 .    | јул 178 .        | 182 .             | 182. или 187. | Комод          |
| Слика | Име                 | Отац                 | Рођење                                | Брак         | Постала владарка | Престала да влада | Смрт          | Супружник      |

### Година пет цареваиСевери (династија)(193–235)
| Слика | Име                    | Отац                    | Рођење          | Брак         | Постала владарка | Престала да влада | Смрт        | Супружник        |
| ----- | ---------------------- | ----------------------- | --------------- | ------------ | ---------------- | ----------------- | ----------- | ---------------- |
|       | Флавија Титијана       | Тит Флавије Сулпиције   | ?               | ?            | 1. јануар 193.   | 28. март 193 .    | након 193 . | Пертинакс        |
|       | Манлија Скантила       | Манлија                 | ?               | пре 153.     | 28. март 193 .   | 1. јун 193.       | ?           | Дидије Јулијан   |
|       | Јулија Домна           | Јулије Базијанус        | 170             | late 180s    | 14. април 193 .  | 4. фебруар 211.   | 217.        | Септимије Север  |
|       | Фулвија Плаутила       | Гај Фулвије Плаутил     | 185/око 188/189 | 13. мај 145. | април 202 .      | 22. јануар. 205   | 212.        | Каракала         |
|       | Нонија Целса           | ?                       | ?               | ?            | 8. април 217 .   | јун 218.          | ?           | Макрин           |
|       | Јулија Корнелија Паула | Јулије Паул             | ?               | 219 .        | 219 .            | 220.              | ?           | Елагабал         |
|       | Аквилија Севера        | Квинт Аквилије          | ?               | 220.         | 220.             | 221.              | ?           | Елагабал         |
|       | Ана Фаустина           | Тиберије Клаудије Север | ?               | јул 221.     | јул 221.         | након 221.        | ?           | Елагабал         |
|       | Аквилија Севера        | Квинт Аквилије          | ?               | 221.         | 221.             | 222.              | ?           | Елагабал         |
|       | Саустија Орбијана      | Сеј Салустије           | ?               | 225/226      | 225/226          | 227 .             | ?           | Александар Север |
| Слика | Име                    | Отац                    | Рођење          | Брак         | Постала владарка | Престала да влада | Смрт        | Супружник        |

### Криза III века(235–284)
| Слика | Име                    | Отац               | Рођење         | Брак     | Постала владарка       | Престала да влада          | Смрт           | Супружник         |
| ----- | ---------------------- | ------------------ | -------------- | -------- | ---------------------- | -------------------------- | -------------- | ----------------- |
|       | Цецилија Паулина       | ?                  | ?              | ?        | 20. март 235.          | 235/236                    | 235/236        | Максимин Трачанин |
|       | Транквилина            | Гај Фурије Аквилин | 225.           | мај 241. | мај 241.               | 11. фебруар 244.           | након 244.     | Гордијан III      |
|       | Марција Отацила Севера | Отацилије Север    | ?              | 234.     | фебруар 244.           | септембар/октобар 249.     | ?              | Филип Арабљанин   |
|       | Херенија Етруцила      |                    | септембар 249. | пре 230. | септембар/октобар 249. | јун 251.                   | јун 251.       | Деције Трајан     |
|       | Афинија Бебина         | ?                  | ?              | ?        | јун 251.               | август 253.                | ?              | Требонијан Гал    |
|       | Корнелија Супера       | ?                  | ?              | ?        | август 253.            | октобар 253.               | ?              | Емилијан          |
|       | Корнелија Салонина     | ?                  | ?              | 243.     | октобар 253.           | септембар 268.             | септембар 268. | Галијен           |
|       | Улпија Северина        | Улпије Кринитус    | ?              | ?        | септембар 270.         | септембар или октобар 275. | ?              | Аурелијан         |
|       | Магнија Урбика         | ?                  | ?              | ?        | 282 .                  | 285.                       | ?              | Кар               |
| Слика | Име                    | Отац               | Рођење         | Брак     | Постала владарка       | Престала да влада          | Смрт           | Супружник         |

### ТетрархијаиКонстантинова династија(284–364)
| Слика | Име                               | Отац                         | Рођење     | Брак          | Постала владарка      | Престала да влада | Смрт       | Супружник          |
| ----- | --------------------------------- | ---------------------------- | ---------- | ------------- | --------------------- | ----------------- | ---------- | ------------------ |
|       | Приска                            | ?                            | ?          | ?             | 20. новембар 284.     | 1. мај 305.       | 315.       | Диоклецијан        |
|       | Еутропија                         |                              | ?          | око 283.      | 21. јул/25. јул 285.  | 1. мај 305.       | након 325. | Максимијан         |
|       | Флавија Максимијана Теодора       | Флавије Афраније Ханибалус   | ?          | 293.          | 293 .                 | 25. јул 306.      | ?          | Констанције I Хлор |
|       | Галерија Валерија                 | Диоклецијан                  | ?          | 293.          | 1. март/21. мај 293 . | 5. мај 311.       | 315.       | Галерије           |
|       | Валерија Максимила                | Галерије                     | ?          | око 293.      | 28. октобар 306.      | 28. октобар 312.  | ?          | Максенције         |
|       | Минервина                         | ?                            | ?          | ?             | 25. јул 306.          | пре 307.          | ?          | Константин Велики  |
|       | Фауста                            | Максимин                     | 289.       | 307.          | 307 .                 | 326.              | 326.       | Константин Велики  |
|       | Флавија Јулија Констанција        | Константин Велики            | након 293. | 313.          | 313 .                 | 324.              | 330.       | Лициније           |
|       | жена Јулија Константина           | Јулије Константин            | ?          | 335. или 336. | 335. или 336 .        | 353/354           | ?          | Константин II      |
|       | Еузебија (царица)                 | Флавије Еузебије             | ?          | 353.          | 353.                  | 360.              | 360.       | Константин II      |
|       | Фаустина                          | ?                            | ?          | зима 360.     | зима 360.             | 3. новембар 361   | након 366. | Константин II      |
|       | Хелена, ћерка Константина Великог | Константин I (Constantinian) |            |               | новембар .            | новембар .        | 360.       | Јулијан Апостата   |
|       | Чарито                            | Лукилијан                    | ?          | ?             | 27. јун 363.          | 17. фебруар 364.  | након 380. | Јовијан            |
| Слика | Име                               | Отац                         | Рођење     | Брак          | Постала владарка      | Престала да влада | Смрт       | Супружник          |

### Валентинијанова династија(364—379)
| Слика | Име                         | Отац        | Рођење | Брак | Постала владарка | Престала да влада | Смрт | Супружник      |
| ----- | --------------------------- | ----------- | ------ | ---- | ---------------- | ----------------- | ---- | -------------- |
|       | Марина Севера               | ?           | ?      | ?    | 364.             | 370.              | ?    | Валентинијан I |
|       | Јустина                     | ?           | 340.   | 370. | 370.             | 375.              | 391. | Валентинијан I |
|       | Албија Доминика             | Петроније   | 337.   | 354. | 364.             | 378.              | ?    | Валенс         |
|       | Флавија Максима Констанција | Констанс II | 361-62 | 374. | 374.             | 383.              | 383. | Грацијан       |
|       | Лаета                       | ?           | ?      | 383. | 383.             | 383.              | ?    | Грацијан       |
| Слика | Име                         | Отац        | Рођење | Брак | Постала владарка | Престала да влада | Смрт | Супружник      |

### Теодосијева династија(379–395)
| Слика | Име                        | Отац         | Рођење  | Брак    | Постала владарка | Престала да влада | Смрт | Супружник   |
| ----- | -------------------------- | ------------ | ------- | ------- | ---------------- | ----------------- | ---- | ----------- |
|       | Елија Флацила              | ?            | ?       | 375-376 | август 378 .     | 385.              | 385. | Теодосије I |
|       | Гала (жена цара Теодосија) | Валентијан I | 370-375 | 387 .   | 387 .            | 17. новембар 375. | 394. | Теодосије I |
| Слика | Име                        | Отац         | Рођење  | Брак    | Постала владарка | Престала да влада | Смрт | Супружник   |

## ЦарицеЗападног римског царства

### Теодосијева династија(395–455)
| Слика                | Име                  | Отац         | Рођење | Брак             | Постала владарка | Престала да влада | Смрт              | Супружник        |
| -------------------- | -------------------- | ------------ | ------ | ---------------- | ---------------- | ----------------- | ----------------- | ---------------- |
|                      | Марија (царица)      | Стилихо      | ?      | фебруар 398.     | фебруар 398.     | 407.              | 407.              | Хонорије         |
|                      | Термантија           | Стилихо      | ?      | 408.             | 408.             | око 408.          | 415.              | Хонорије         |
|                      | Гала Плацидија       | Теодосије I  | 392.   | 1. јануар 421.   | 8. фебруар 421.  | 2. септембар 421. | 27. новембар 450. | Констанције III  |
|                      | Лицинија Евдоксија   | Теодосије II | 422.   | 29. октобар 437. | 29. октобар 437. | 16. март 455.     | 462.              | Валентинијан III |
| 17. март 455, 2. пут | 17. март 455, 2. пут | Теодосије II | 422.   | 31. мај 455.     | Петроније Максим |                   | 462.              |                  |
| Слика                | Име                  | Отац         | Рођење | Брак             | Постала владарка | Престала да влада | Смрт              | Супружник        |

### Не-династичке (455–476)
| Слика | Име                | Отац                          | Рођење  | Брак          | Постала владарка          | Престала да влада                | Смрт | Супружник    |
| ----- | ------------------ | ----------------------------- | ------- | ------------- | ------------------------- | -------------------------------- | ---- | ------------ |
|       | Марција Еуфемија   | Флавије Марцијан              | ?       | 453.          | 12. април 467.            | 11. јул 472.                     | ?    | Антемије     |
|       | Плацидија          | Valentinian III (Valentinian) | 439-443 | 454. или 455. | 23 .март или 11. јул 472. | 23. октобар или 2. новембар 472. | 480. | Олибрије     |
|       | жена Јулија Непота | ?                             | ?       | ?             | јун 474.                  | 25. април 480.                   | ?    | Јулије Непот |
| Слика | Име                | Отац                          | Рођење  | Брак          | Постала владарка          | Престала да влада                | Смрт | Супружник    |